# Staatsoper Unter den Linden
La Staatsoper Unter den Linden («Ópera del Estado Bajo los tilos») es un teatro de ópera de Berlín. Está localizado en el bulevar Unter den Linden y de ahí su nombre actual, pero a lo largo de su historia ha tenido otros. Habitualmente se le conoce como «Ópera del Estado de Berlín» o Lindenoper. El edificio sufrió una importante obra de rehabilitación y modernización durante siete años (2010-2017), durante los que la compañía se trasladó al Teatro Schiller.
Staatsoper hace referencia al land de Berlín, no al estado alemán. La ópera nacional alemana es la Ópera Alemana de Berlín.

## Historia

### Primeros años

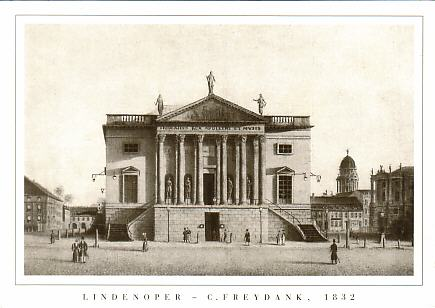
Ópera de la Corte de Berlín en 1832.

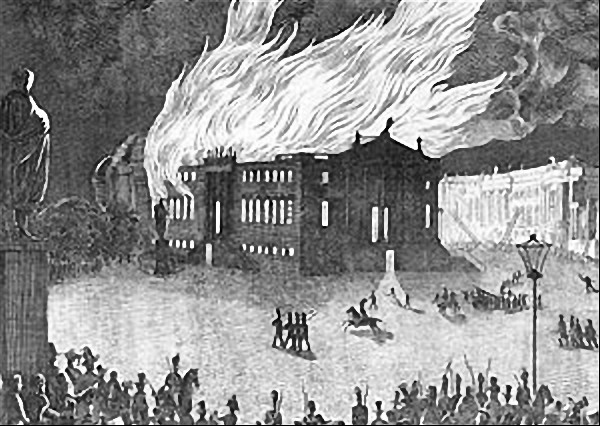
Incendio de la Ópera de la Corte de Berlín en 1832.

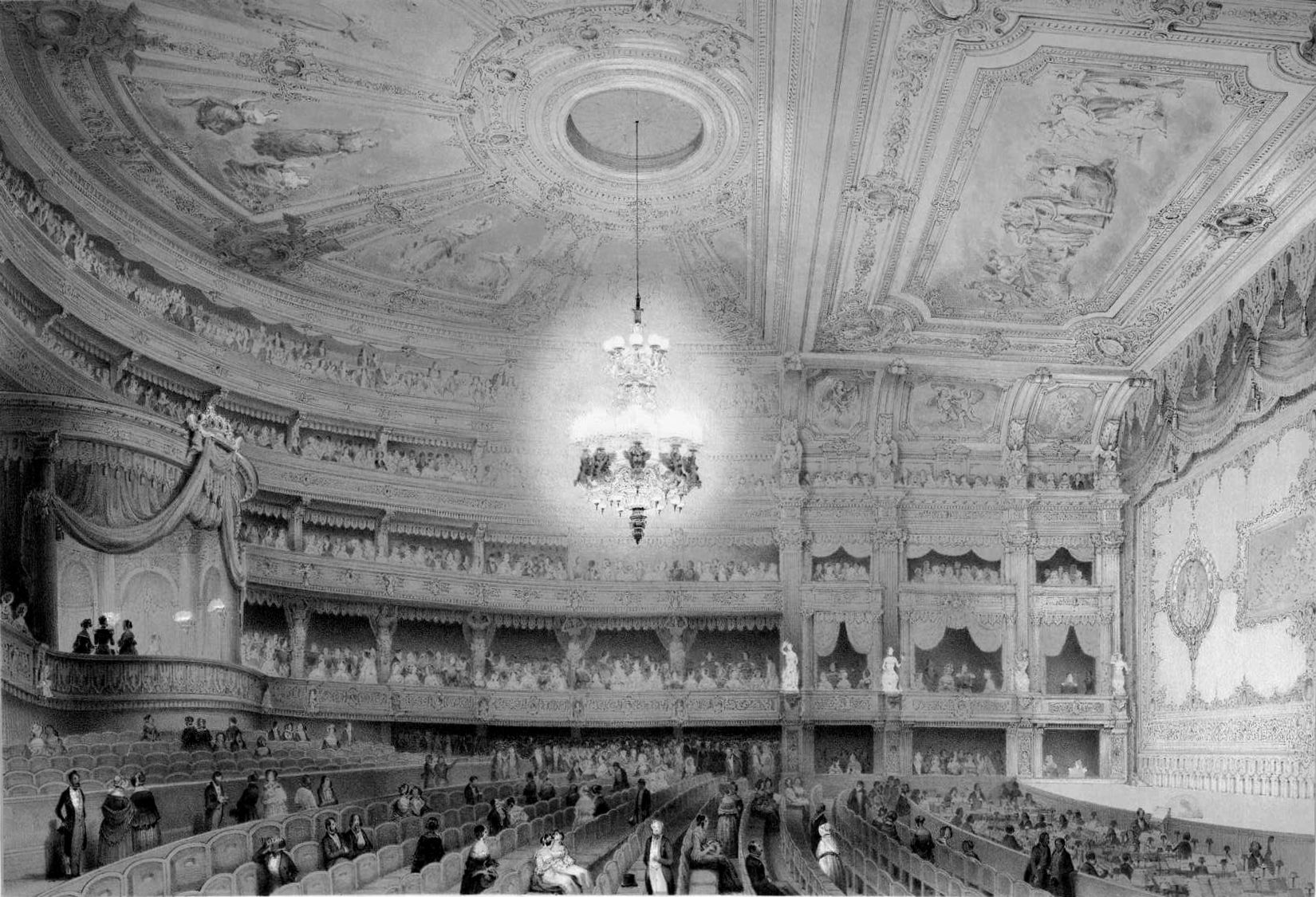
Ópera de la Corte de Berlín, reconstruida después del incendio en 1843.

Federico II de Prusia encargó el edificio original, sobre los terrenos que ahora ocupa, al arquitecto Georg Wenzeslaus von Knobelsdorff y su construcción se inició en julio de 1741, siendo diseñado para ser la primera parte de un "Forum Fredericianum". A pesar de que no fue acabado completamente, la Ópera de la Corte (Hofoper) fue inaugurada el 7 de diciembre de 1742 con una representación de la ópera Cleopatra e Cesare de Carl Heinrich Graun. Esta ocasión marcó el inicio de una afortunada y exitosa cooperación, de más de 250 años, entre la Staatsoper y la Staatskapelle Berlin, la orquesta del Estado, cuyos orígenes se remontan al siglo XVI.
En 1842, Gottfried Wilhelm Taubert instituyó la tradición de programar regularmente conciertos sinfónicos. En ese mismo año, Giacomo Meyerbeer sucedió a Gaspare Spontini como director general de Música. Felix Mendelssohn también dirigió conciertos sinfónicos durante un año.
El 18 de agosto de 1843, el teatro Linden Opera fue destruido por el fuego. Se construyó un nuevo teatro de ópera según planos del arquitecto Carl Ferdinand Langhans en muy poco tiempo, siendo inaugurado el siguiente invierno con una representación de la obra de Meyerbeer, Ein Feldlager in Schlesien (Un campamento en Silesia).
En 1821, la Ópera de Berlín estrenó la obra de Weber El cazador furtivo. En 1849 también estrenó de Otto Nicolai su ópera Las alegres comadres de Windsor, dirigida por el propio compositor.

### SigloXX
A finales del siglo XIX y comienzos del XX, la Ópera de Berlín atrajo a muchos ilustres directores, entre ellos a Felix von Weingartner, Karl Muck, Richard Strauss y Leo Blech.
Tras el colapso del Imperio alemán en 1918, la Ópera fue renombrada como Staatsoper unter den Linden y la Königliche Kapelle pasó a ser la Kapelle der Staatsoper.

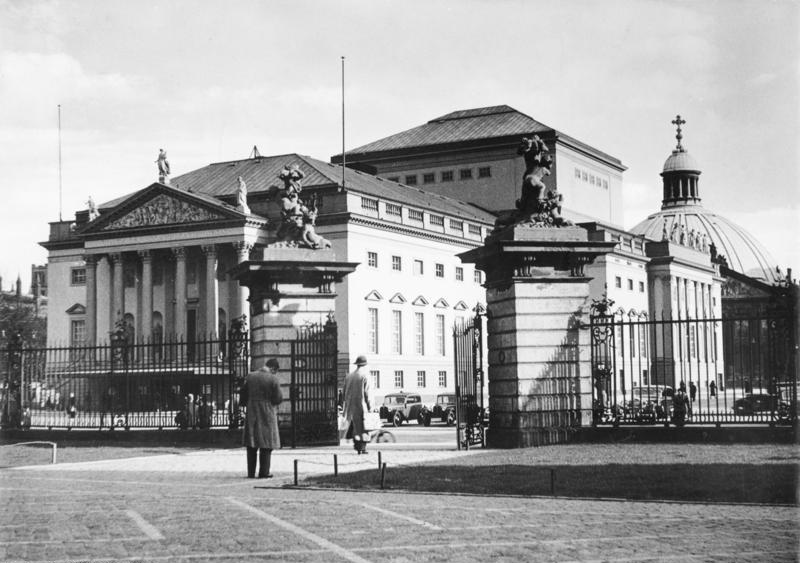
La Lindenoper en 1936.

En la década de 1920, Wilhelm Furtwängler, Erich Kleiber, Otto Klemperer, Alexander von Zemlinsky y Bruno Walter ocuparon el puesto de director. En 1925, fue estrenada la ópera Wozzeck de Alban Berg, en una producción dirigida por Erich Kleiber en presencia del compositor.
Después de haber afrontado una amplia y cara renovación, la Lindenoper reabrió en abril de 1928 con una nueva producción de Die Zauberflöte. En ese mismo año, el famoso bajo ruso Feodor Chaliapin y los Ballets Russes de Serge Diaghilev, dirigidos por Ernest Ansermet, fueron los principales invitados. En 1930 Erich Kleiber dirigió el estreno de la ópera Christoph Columbus de Darius Milhaud.
Sin embargo, en 1934, cuando Kleiber dirigió fragmentos sinfónicos de la ópera Lulú de Alban Berg, el Partido Nacionalsocialista provocó un escándalo y el director fue destituido y forzado al exilio. Después de la llegada al poder de Hitler, fueron despedidos los miembros de origen judío del conjunto. Muchos músicos alemanes del mundo operístico también se exilaron, como los directores Klemperer y Fritz Busch. Durante el Tercer Reich, Robert Heger, Herbert von Karajan (1939-45) y Johannes Schüler fueron los "Staatskapellmeister". Los hechos más destacados durante esos años fueron:
- 1938 Werner Egk dirigió el 24 de noviembre el estreno de su ópera Peer Gynt. Karajan dirigió el 18 de diciembre una representación de la Zauberflöte de Mozart. Karajan fue director general musical (Generalmusikdirektor) de la Staatsoper Unter den Linden entre 1941 y 1945.
- 1939 Karajan dirigió Die Bürger von Calais, del compositor rumano-alemán Rudolf Wagner-Régeny.
- 1940 El 21 de octubre, Karajan dirigió un concierto sinfónico con la Staatskapelle en el antiguo edificio de la Philharmonie.
- 1942 La Lindenoper fue bombardeada en 1941. El teatro reabrió de nuevo el 12 de diciembre con Wilhelm Furtwängler y Los maestros cantores de Núremberg de Wagner.
- 1944 Cuando Goebbels proclamó la "guerra total", la Staatsoper fue cerrada. La última representación fue el 31 de agosto, con Le nozze di Figaro, dirigida por Johannes Schüler. La Staatskapelle continuó realizando conciertos sinfónicos y de ópera. Los días 4 y 5 de octubre, Karajan dirigió la Octava Sinfonía de Bruckner.
- 1945 La Lindenoper resultó destruida de nuevo el 3 de febrero. Los conciertos se trasladaron al Admiralspalast y al Schauspielhaus. El 18 de febrero, Karajan dirigió su último concierto sinfónico con la Staatskapelle en la sala Beethoven.

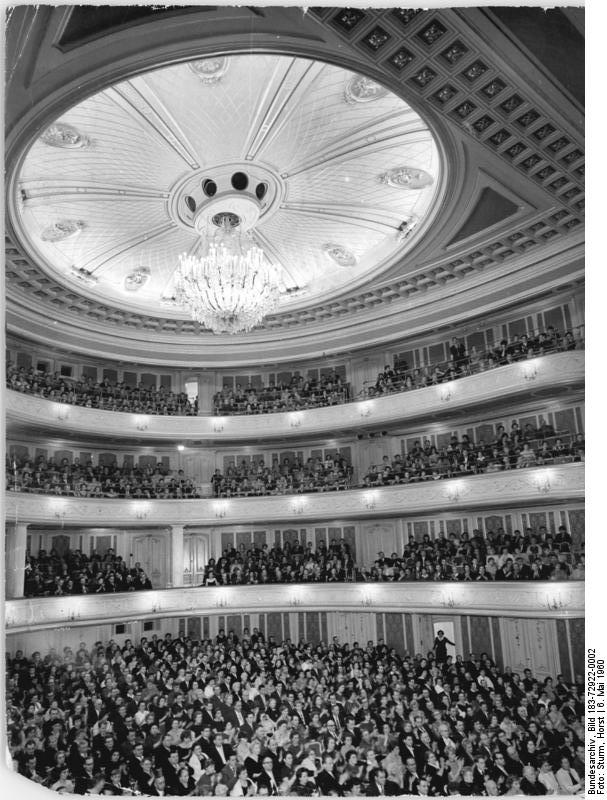
El auditorio, en 1960

### Los años después de la II Guerra Mundial
La segunda reconstrucción llevó mucho más tiempo. Desde 1945, la compañía de ópera actuaba en el Admiralspalast (1955-1997 Metropoltheater, desde 2005 de nuevo Admiralspalast). Desde 1949, la compañía servía como Opera Estatal de la RDA. Volvió a su hogar original en 1955, después de una larga reconstrucción en una libre interpretación de las formas barrocas. El reconstruido teatro de la ópera se inauguró, de nuevo, con la ópera de Wagner, Die Meistersinger von Nürnberg.
Después de la construcción del Muro de Berlín en 1961, el teatro quedó algo aislado, pero todavía mantuvo un amplio repertorio que incluía obras de los periodos clásico y romántico, junto con ballet y óperas contemporáneas.
Después de la reunificación, la Linden Opera regresó al mundo operístico. Importantes obras que habían sido ya presentadas en tiempos pasados fueron redescubiertas y discutido su nuevo papel en el marco de la "Berlin Dramaturgy". La ópera barroca en particular fue el centro de atención, con Cleopatra e Cesare, Croesus, L'Opera seria y Griselda. Estas obras fueron presentadas por el director belga René Jacobs junto con la Akademie für Alte Musik Berlin y la Freiburger Barockorchester con instrumentos originales. En los años 1990, la ópera fue oficialmente renombrada como "Staatsoper Unter den Linden".
En 1992, el director argentino-israelí Daniel Barenboim fue designado Director Musical. Durante los Festtage de 2002, dirigió el ciclo de las diez óperas principales de Wagner, en nuevas producciones creadas por el director Harry Kupfer.
A partir de la temporada 2010-2011, el teatro de Unter den Linden cerró sus puertas para acometer obras de reforma, y la Staatsoper trasladó su actividad al Teatro Schiller. La reapertura se celebró el 3 de octubre de 2017, con una representación escenificada de Escenas del Fausto de Goethe, de Robert Schumann. La reforma consistió en la total rehabilitación del edificio, la caja escénica, el edificio de administración, y la construcción de nuevas salas de ensayo. Asimismo, se renovó la sala, respetando el aspecto resultante de la reconstrucción de los años 50, pero mejorando la visibilidad de todos los puestos, ampliando la altura total, y mejorando la acústica, incrementando notablemente el tiempo de reverberación.

## Directores

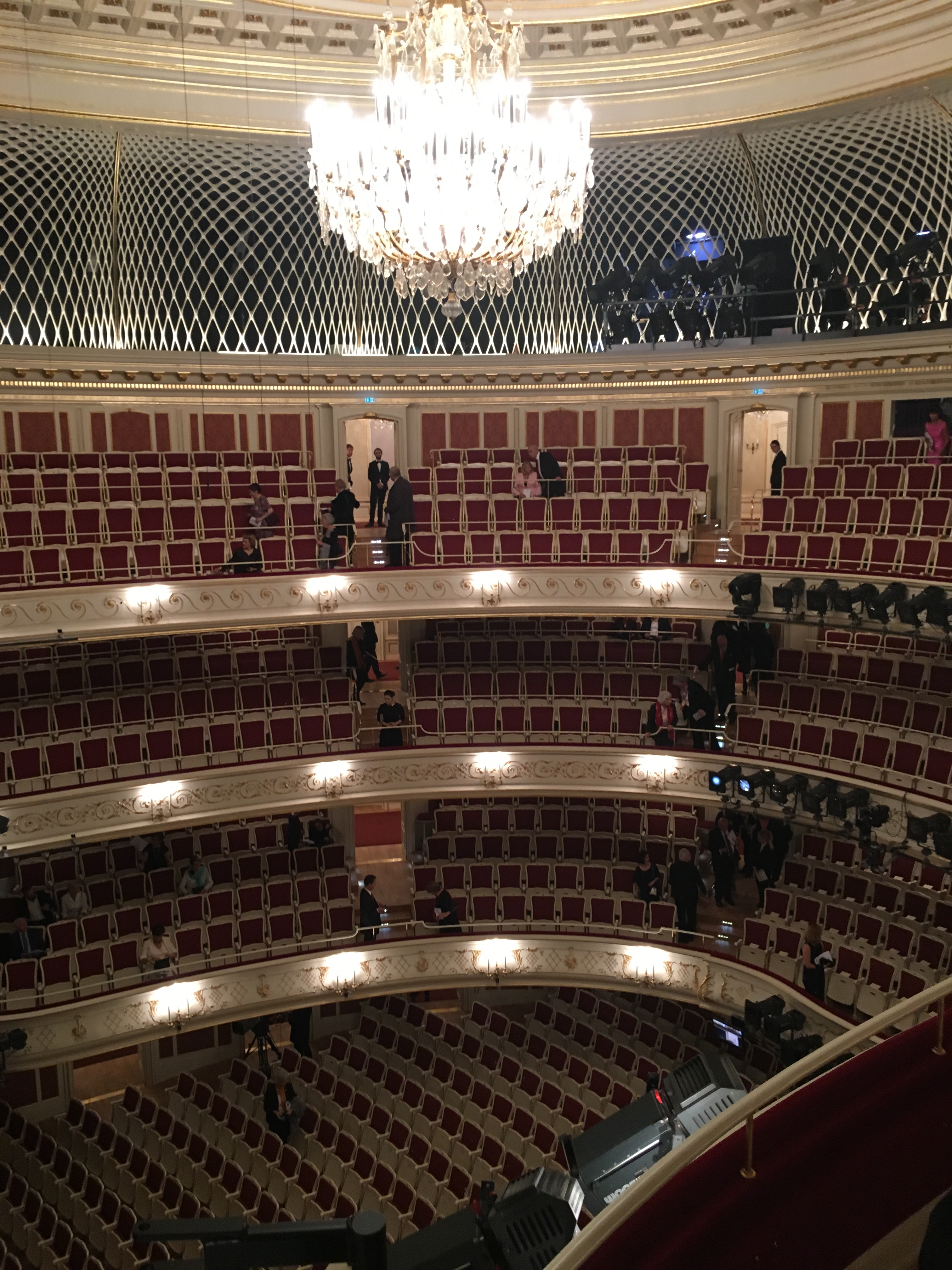
Sala Principal de la Staatsoper, el día de la reinauguración de 2017.

- 1572-1582 Johannes Wesalius (Hofkapellmeister)
- 1609-1611 Johannes Eccard (Hofkapellmeister)
- 1612-1618 Nikolaus Zangius (Hofkapellmeister)
- 1618-1619 William Brade
- 1759-1775 Johann Friedrich Agricola
- 1775-1794 Johann Friedrich Reichardt (Hofkapellmeister)
- 1816-1820 Bernhard Anselm Weber
- 1820-1841 Gaspare Spontini
- 1842-1846 Giacomo Meyerbeer
- 1848-1849 Otto Nicolai
- 1871-1887 Robert Radecke (Hofkapellmeister)
- 1888-1899 Josef Sucher
- 1899-1913 Richard Strauss
- 1913-1920 Leo Blech (Hofkapellmeister)
- 1923-1934 Erich Kleiber
- 1935-1936 Clemens Krauss
- 1941-1945 Herbert von Karajan
- 1948-1951 Josef Keilberth
- 1951-1955 Erich Kleiber
- 1955-1962 Franz Konwitschny
- 1964-1990 Otmar Suitner
- 1992-actual Daniel Barenboim

## Estrenos más importantes
Algunos de los estrenos más importantes has sido los siguientes:
| Año          | Obra                                                  | Autor                      |
| ------------ | ----------------------------------------------------- | -------------------------- |
| 1742         | Cleopatra e Cesare                                    | Carl Heinrich Graun        |
| 1746         | Demofoonte, Re di Tracia                              | Carl Heinrich Graun        |
| 1755         | Montezuma                                             | Carl Heinrich Graun        |
| 1798         | Die Geisterinsel                                      | Johann Friedrich Reichardt |
| 1800         | Lieb und Treue                                        | Johann Friedrich Reichardt |
| 1801         | Jery und Bäteli                                       | Johann Friedrich Reichardt |
| 1825         | Alcidor                                               | Gaspare Spontini           |
| 1829         | Agnes von Hohenstaufen                                | Gaspare Spontini           |
| 1833         | Hans Heiling                                          | Heinrich Marschner         |
| 1844         | Das Feldlager in Schlesien (un campamento en Silesia) | Giacomo Meyerbeer          |
| 1849         | Die lustigen Weiber von Windsor                       | Otto Nicolai               |
| 1895         | Der Evangelimann                                      | Wilhelm Kienzl             |
| 1899         | Regina                                                | Albert Lortzing            |
| 1902         | Der Wald                                              | Ethel Smyth                |
| 1904         | Der Roland von Berlin                                 | Ruggiero Leoncavallo       |
| 1922         | Fredigundis                                           | Franz Schmidt              |
| 1924         | Die Zwingburg                                         | Ernst Krenek               |
| 1925         | Wozzeck                                               | Alban Berg                 |
| 1926/(1928?) | Der singende Teufel                                   | Franz Schreker             |
| 1930         | Christophe Colomb                                     | Darius Milhaud             |
| 1931         | Das Herz                                              | Hans Pfitzner              |
| 1934         | Sinfonische Stücke aus Lulu                           | Alban Berg                 |
| 1935         | Der Prinz von Homburg                                 | Paul Graener               |
| 1935         | Die große Sünderin                                    | Eduard Künneke             |
| 1938         | Peer Gynt                                             | Werner Egk                 |
| 1939         | Die Bürger von Calais                                 | Rudolf Wagner-Régeny       |
| 1949         | Don Quixote                                           | Leo Spies/Tatjana Gsovsky  |
| 1951         | Die Verurteilung des Lukullus                         | Paul Dessau                |
| 1957         | Der Revisor                                           | Werner Egk                 |
| 1966         | Puntila                                               | Paul Dessau                |
| 1969         | Lanzelot                                              | Paul Dessau                |
| 1974         | Einstein                                              | Paul Dessau                |
| 1979         | Leonce und Lena                                       | Paul Dessau                |
| 1989         | Graf Mirabeau                                         | Siegfried Matthus          |
| 1999         | What next?                                            | Elliott Carter             |

## Las producciones de más éxito
La lista siguiente muestra las producciones de 1991 hasta 2002 con mayor éxito de taquilla:
| N.º | Obra                   | Autor                   | Funciones | Venta localidades |
| --- | ---------------------- | ----------------------- | --------- | ----------------- |
| 1   | Così fan tutte         | Wolfgang Amadeus Mozart | 14        | Localidades: 99 % |
| 2   | El Cascanueces         | Piotr Ilich Chaikovski  | 30        | 98 %              |
| 3   | Tannhäuser             | Richard Wagner          | 13        | 98 %              |
| 4   | El oro del Rin         | Richard Wagner          | 10        | 97 %              |
| 5   | El holandés errante    | Richard Wagner          | 11        | 96 %              |
| 6   | Tristán e Isolda       | Richard Wagner          | 11        | 96 %              |
| 7   | El lago de los cisnes  | Piotr Ilich Chaikovski  | 64        | 96 %              |
| 8   | Otello                 | Giuseppe Verdi          | 14        | 96 %              |
| 9   | Norma                  | Vincenzo Bellini        | 19        | 96 %              |
| 10  | El ocaso de los dioses | Richard Wagner          | 12        | 96 %              |
| 11  | Don Giovanni           | Wolfgang Amadeus Mozart | 17        | 94 %              |
| 12  | Falstaff               | Giuseppe Verdi          | 10        | 94 %              |
| 13  | La valquiria           | Richard Wagner          | 17        | 94 %              |
| 14  | La flauta mágica       | Wolfgang Amadeus Mozart | 103       | 94 %              |
| 15  | Aida                   | Giuseppe Verdi          | 34        | 93 %              |
| 16  | Christoph Kolumbus     | Darius Milhaud          | 10        | 92 %              |
| 17  | La Bohème              | Giacomo Puccini         | 8         | 90 %              |
| 18  | La Bella Durmiente     | Piotr Ilich Chaikovski  | 65        | 89 %              |
| 19  | Las bodas de Fígaro    | Wolfgang Amadeus Mozart | 32        | 89 %              |
| 20  | Lohengrin              | Richard Wagner          | 19        | 89 %              |